# 3 from Hell
3 from Hell è un film del 2019 diretto da Rob Zombie.
Film horror, sequel de La casa del diavolo, diretto dallo stesso regista nel 2005, e terzo film della serie sulla famiglia Firefly.

## Trama
Sebbene gravemente feriti dalle forze dell'ordine durante la sparatoria al posto di blocco, Otis, Baby e Spaulding riescono fortunatamente a salvarsi e dopo essersi completamente rimessi subiscono un processo che li rende celebri, con parte dell'opinione pubblica schierata in loro favore, al termine del quale vengono condannati a morte e rinchiusi in prigione. Spaulding, oramai vecchio e malato, subisce l'esecuzione della condanna a morte tramite iniezione letale. Durante una giornata passata ai lavori forzati, Otis riesce a fuggire grazie all'intervento del fratellastro Winslow Foxworth "Foxy" Coltrane, noto come "il lupo mannaro di mezzanotte", e ritrova la libertà dopo dieci anni di carcere; ritenuta insana di mente, a Baby viene negata la libertà condizionale. Allo scopo di liberare Baby, Otis e Foxy rapiscono in casa il direttore del carcere e un altro uomo insieme alle rispettive mogli, convincendo il direttore a liberare Baby facendola sfuggire travestita da guardia carceraria. Portata a termine anche la fuga di Baby i tre uccidono le loro vittime e decidono infine di terminare la loro fuga recandosi in Messico.
Giunti in una cittadina messicana durante la celebrazione del Giorno dei morti, Otis, Foxy e Baby trovano alloggio presso un modesto locale. Il proprietario di quest'ultimo però li riconosce e li "vende" ad Aquarius, malavitoso locale in cerca di vendetta per la morte del padre ucciso da Otis durante la sua fuga mentre era come lui ai lavori forzati. Aquarius organizza una squadra di assassini noti come "Satana neri" per eliminare i suoi tre nemici, ma alla fine Otis, Foxy e Baby prevalgono su tutti.

## Distribuzione
Nel giugno 2019 è stato reso pubblico il primo trailer del film che ha poi debuttato in Germania il 15 settembre dello stesso anno, in occasione del Fantasy Filmfest, e il giorno seguente negli Stati Uniti. Dopo avere incassato 1,92 milioni di dollari il film è stato nuovamente riprogrammato nelle sale cinematografiche il 14 ottobre.
Il 15 ottobre 2019 il film è stato distribuito negli Stati Uniti nei formati DVD e Blu-ray.
In Italia il film è arrivato direttamente sulla piattaforma Prime Video il 26 aprile 2020.

## Accoglienza
Sul sito aggregatore Rotten Tomatoes 3 from Hell ha ottenuto il 55% delle recensioni professionali positive, con un voto medio di 5,37 su 10 basato su 33 critiche e con il seguente giudizio generale: "3 from Hell potrebbe essere di interesse per i fan della trilogia, ma quelli già in disaccordo con la cruenta saga di Rob Zombie ci troveranno poco per esserne attratti". Su Metacritic ha ricevuto una valutazione media di 50 su 100 basata su 5 recensioni.